# Liste von Krankenhäusern in Mönchengladbach
Diese Liste der Krankenhäuser in Mönchengladbach führt alle neun aktuellen Plankrankenhäuser und sonstigen Krankenhäuser in der kreisfreien Stadt Mönchengladbach, Nordrhein-Westfalen, auf.

## Liste
In der Reihenfolge der Gründung:
| Name                                               | Lage        | Eröffnung | Bemerkungen | Bild |
| -------------------------------------------------- | ----------- | --------- | --- | ---- |
| Evangelisches Krankenhaus Bethesda Mönchengladbach |             | 1855      | [ 1 ] |      |
| Rheinische Landesklinik                            | Rheydt      | 1885      | |      |
| Krankenhaus Neuwerk                                | Neuwerk     | 1889      | |      |
| Kliniken Maria Hilf                                |             | 1908      | Alter Standort bis 2018 war das Krankenhaus Maria Hilf.                                                                                             |      |
| Krankenhaus Rheindahlen                            | Rheindahlen | 1910      | Schließung etwa 2003. |      |
| Kloster und Krankenhaus Dahl                       | Dahl        | 1931      | |      |
| LVR-Klinik Mönchengladbach                         | Rheydt      | 1969      | |      |
| Oberberg Fachklinik Wasserschlösschen              |             | 1988      | Privatklinik für Psychiatrie, Psychotherapie und Psychosomatik. 35 vollstationäre und 5 tagesklinische Behandlungsplätze. Gruppe Oberberg Kliniken. |      |
| Städtische Kliniken Mönchengladbach                | Rheydt      | 2004      | |      |